# EP u dvoranskom hokeju 1994.
Europsko prvenstvo u dvoranskom hokeju za muške 1984. se održalo u Njemačkoj, u Bonnu od 28. do 30. siječnja 1994.

## Sudionici
Skupina A: Austrija, Francuska, Njemačka, Španjolska
Skupina B: Češka, Danska, Engleska, Rusija

## Natjecateljski sustav
Prvi dio natjecanja se igra po jednostrukom ligaškom sustavu u dvjema skupinama. 

Za pobjedu se dobivalo dva boda, za neriješeno bod, za poraz nijedan.

Idući dio natjecanja je bio po kup-sustavu.

Prve dvije momčadi iz skupine su odlazile u natjecanja za odličja, dok su zadnje dvije odlazile u natjecanja za poredak i za opstanak u najvišem natjecateljskom razredu.
Parovi se sastavljaju unakrižno.

Za poredak od 5. do 8. mjesta: sastajali su se 3. A - 4. B, 4. A - 3. B.

Pobjednici su igrali za 5. mjesto, poraženi za 7. mjesto.

Zadnja dva su ispadala iz najvišeg razreda.

U borbi za odličja, prvi iz skupine "A" s drugim iz skupine "B" i obratno.

Pobjednici su igrali završnicu, poraženi su igrali za brončano odličje.

## Rezultati

### Faza po skupinama
| 1. kolo, 28. siječnja 1994. |   |            |      |       |
| Njemačka                    | - | Austrija   | 6:2  | (.:.) |
| Francuska                   | - | Španjolska | 8:4  | (.:.) |
| 2. kolo, 28. siječnja 1994. |   |            |      |       |
| Austrija                    | - | Španjolska | 9:5  | (.:.) |
| Njemačka                    | - | Francuska  | 10:1 | (.:.) |

Njemačka ima 4 boda, Austrija i Francuska 2, Španjolska bez bodova.
U zadnjem kolu u izravnom dvoboju Austrija i Francuska odlučuju o drugom sudioniku poluzavršnice.
| 1. kolo, 28. siječnja 1994. |   |        |      |       |
| Engleska                    | - | Rusija | 10:5 | (.:.) |
| Češka                       | - | Danska | 8:5  | (.:.) |
| 2. kolo, 28. siječnja 1994. |   |        |      |       |
| Engleska                    | - | Češka  | 9:6  | (.:.) |
| Rusija                      | - | Danska | 11:4 | (.:.) |

Engleska ima 4 boda, Češka i Rusija 2, Danska bez bodova.
U zadnjem kolu u izravnom dvoboju Češka i Rusija odlučuju o drugom sudioniku poluzavršnice.
| 3. kolo, 29. siječnja 1994. |   |            |      |       |
| skupina "A"                 |   |            |      |       |
| Austrija                    | - | Francuska  | 10:5 | (.:.) |
| Njemačka                    | - | Španjolska | 18:2 | (.:.) |
| skupina "B"                 |   |            |      |       |
| Engleska                    | - | Danska     | 9:5  | (.:.) |
| Češka                       | - | Rusija     | 10:4 | (.:.) |

Završni poredak skupine "A":
```
Mj. Reprezentacija Ut Pb N Pz Ps:Pr Bod
1. 
 Njemačka 3 3 0 0 34: 5 6
2. 
 Austrija 3 2 0 1 21:16 4
3. 
 Francuska 3 1 0 2 14:24 2
4. 
 Španjolska 3 0 0 3 11:35 0
```

Završni poredak skupine "B":
```
Mj. Reprezentacija Ut Pb N Pz Ps:Pr Bod
1. 
 Engleska 3 3 0 0 28:16 6
2. 
 Češka 3 3 0 0 24:18 4
3. 
 Rusija 3 3 0 0 20:24 2
4. 
 Danska 3 3 0 0 14:28 0
```

### Susreti za poredak od 5. do 8. mjesta
| za 5. – 8. mjesto, 29. siječnja 1994. |   |           |     |                      |
| Francuska                             | - | Danska    | 7:5 | (.:.)                |
| Španjolska                            | - | Rusija    | 9:9 | (4:3) (raspucavanje) |
| 30. siječnja 1994.                    |   |           |     |                      |
| za 7. mjesto                          |   |           |     |                      |
| Danska                                | - | Rusija    | 8:5 | (.:.)                |
| za 5. mjesto                          |   |           |     |                      |
| Španjolska                            | - | Francuska | 6:4 | (.:.)                |

### Susreti za odličja
- poluzavršnica, 29. siječnja 1994.

| Njemačka | - | Češka    | 8:2 | (.:.) |
| Engleska | - | Austrija | 7:5 | (.:.) |

- za brončano odličje, 30. siječnja 1994.

| Češka | - | Austrija | 7:6 | (.:.) |

- završnica, 30. siječnja 1994.

| Njemačka | - | Engleska | 9:2 | (.:.) |

## Konačni poredak
| Mj. | Država     |
| --- | ---------- |
| 1.  | Njemačka   |
| 2.  | Engleska   |
| 3.  | Češka      |
| 5.  | Austrija   |
| 5.  | Španjolska |
| 6.  | Francuska  |
| 7.  | Danska*    |
| 8.  | Rusija*    |

- ispali iz najvišeg natjecateljskog razreda.

Naslov europskog prvaka je osvojila Njemačka.